# Негьюз, Джозеф
Джо́зеф Негью́з (англ. Joseph Neguse; родился 13 мая 1984 года, Бейкерсфилд) — американский юрист и политик, являющийся конгрессменом США от 2 округа Конгресса по штату Колорадо с 2019 года. Район расположен в Боулдере и включает в себя многие северо-западные пригороды Денвера, а также Форт-Коллинз. Член Демократической партии, он был регентом Университета Колорадо с 2008 по 2015 год. Негьюз — первый американец эритрейского происхождения, избранный в Конгресс США, и первый чернокожий член Конгресса от Колорадо.

## Ранние годы
Родители Негьюза иммигрировали в США из Эритреи во время войны за независимость. Они познакомились, когда жили в Бейкерсфилде (штат Калифорния), где поженились и родили Джо и его младшую сестру — Сару. Семья переехала в Колорадо, когда ему было шесть лет. Прожив в Ороре, Литтлтоне и в Хайлендс-Ранч, семья поселилась в Боулдер. Негьюз окончил среднюю школу Тандерридж, боулдерский кампус Университета Колорадо, где он был президентом студенческого совета и который окончил с отличием в 2005 году со степенью бакалавра политологии и экономики. В 2009 году он также окончил Юридическую школу Университета Колорадо со степенью доктора юридических наук.

## Карьера
Будучи студентом, основал организацию New Era Colorado, целью которой было вовлечение молодёжи в политику. Он работал в Капитолии штата Колорадо в качестве помощника Эндрю Романоффа, когда тот был членом Палаты представителей штата Колорадо. В 2008 году Негьюз был избран в регенты Университета Колорадо, представляя 2-й избирательный округ Колорадо став вторым афроамериканцем в истории Колорадо, который вошёл в Совет регентов университета.
Негьюз баллотировался на пост государственного секретаря штата Колорадо в 2014 году,но проиграл республиканцу Уэйну Уильямсу из расчёта 44,7 % к 47,7 %. В июне 2015 года губернатор Джон Хикенлупер назначил Негьюза исполнительным директором Департамента регулирующих органов штата Колорадо, что делает его одним из самых молодых чиновников в стране.
В Департаменте Негьюз одновременно возглавлял агентство с примерно 600 сотрудниками и бюджетом в 100 миллионов долларов, которому было поручено защищать потребителей по всему штату путём регулирования финансовых рынков ценных бумаг и страхования.
Летом 2017 года Негузе ушёл в отставку, чтобы баллотироваться на выборах 2018 года в Палату представителей США по 2 округу Конгресса по штату Колорадо на место Джареда Полиса В это же время он устроился адвокатом по административному праву денверского филиала юридической фирмы Snell & Wilmer.
В ноябре 2022 году при смене руководства фракции Демократической партии в Палате представителей США в письме к демократам предлагал свою кандидатуру на этот пост, однако позже вместе с другими парламентариями-афроамериканцами поддержал кандидатуру Хакима Джеффриса.

## Палата представителей США

### Выборы 2018 года
13 июня 2017 года после того, как действующий конгрессмен США от 2 округа Конгресса от Колорадо Джаред Полис объявил, что не будет баллотироваться на переизбрание и будет баллотироваться на пост губернатор, Негьюз объявил, что будет баллотироваться на его место. На праймериз Демократической партии, состоявшемся 26 июня 2018 года, Негьюзу противостоял бизнесмен и бывший председатель окружной ячейки Демократической партии Марк Уильямс. Негьюз победил Уильямса с 65,7 % голосов, выиграв во всех 10 округах.

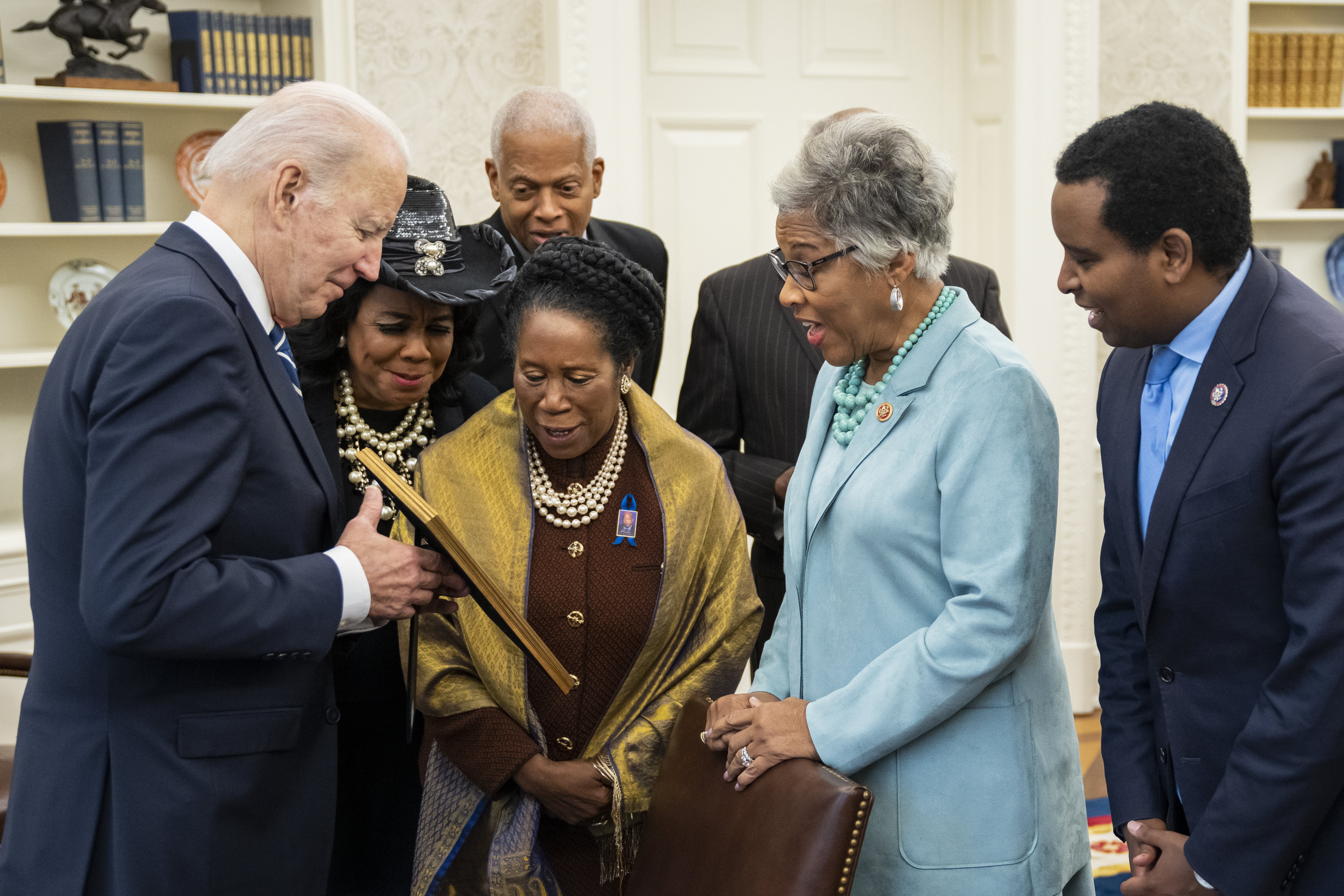
В присутствии Чёрного кокуса Конгресса, с которым Президент Байден делится фотографией. 7 марта 2022 года.

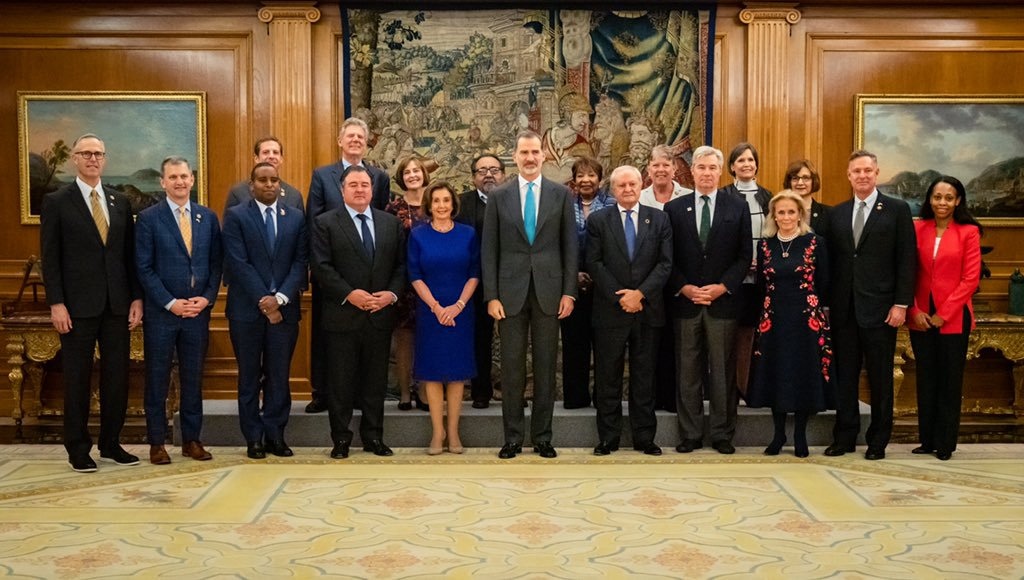
Среди лиц, получивших аудиенцию у Филиппа-VI. 3 декабря 2019 года.

На всеобщих выборах, состоявшихся 6 ноября, Негьюз победил кандидата от республиканцев, бизнесмена Питера Йю, получив 60,2 % голосов против 33,6 % соответственно, победив в восьми округах их десяти и прошёл в Конгресс США. Негьюз стал первым чернокожим американцем, представлявшим Колорадо в Палате представителей США. Был членом Комитета Палаты представителей по природным ресурсам, членом подкомитетов по национальным паркам, лесам и общественным землям и по водным ресурсам, океанам и дикой природе. Был членом Комитета Палаты представителей по судебной системе, вице-председателем подкомитета по антимонопольному, коммерческому и административному праву и членом подкомитета по иммиграции и гражданству. Был членом Специального Комитета по климатическому кризису.

### Выборы 2020 года
В 2020 году он был во второй раз переизбран, набрав 61,5 % голосов и победив республиканца Чарльза Уинна, набравшего 35,4 % голосов. Был членом Комитета Палаты представителей по природным ресурсам, председателем подкомитета по национальным паркам, лесам и общественным землям. Был членом подкомитета по антимонопольному, коммерческому и административному праву и вице-председателем подкомитета по иммиграции и гражданству. Был членом Специального Комитета по климатическому кризису.

### Выборы 2022 года
В 2022 году он был в третий раз переизбран, набрав свыше 70 % голосов и победив республиканца Маршалла Доусона, набравшего свыше 28 % голосов. Является членом Комитета Палаты представителей по демократической политике и коммуникациям, членом подкомитетов по антимонопольному, коммерческому и административному праву и по иммиграции и гражданству.

## Срок полномочий
Вскоре после избрания в Палату представителей США, Негьюз был избран одним из двух (вместе с Кэти Хилл) представителей-новичков в руководящую команду демократов.
Он голосовал за импичмент Дональда Трампа в 2019 году. В 2020 году Центр Лугара назвал его самым двухпартийным представителем Колорадо.
В ноябре 2020 года коллеги Негьюза по Палате представителей единогласно избрали его сопредседателем Комитета демократической политики и коммуникаций, занимающего восьмую позицию в руководстве Демократической партии Палаты представителей. В декабре 2022 года он был избран председателем, заняв пятую по величине должность в руководстве Демократической партии.
12 января 2021 года спикер Палаты представителей США Нэнси Пелоси назначила Негьюза менеджером по второму импичменту Трампа, что сделало его самым молодым менеджером по импичменту в истории США. Во время судебного процесса Негьюз и его коллеги-менеджеры по импичменту построили свое дело, проведя связь между заявлениями Трампа о фальсификации выборов на выборах 2020 года и нападением на Капитолий США 6 января 2021 года. В конце концов, Сенат проголосовал за оправдание Трампа, но семь сенаторов-республиканцев проголосовали за осуждение, это был самый двухпартийный процесс по импичменту в истории США.

## Политические позиции

### Социальные вопросы
Негьюз поддержал закон о равенстве. Он поддержал закон об избирательных правах и ввёл закон, позволяющий людям в возрасте от 16 до 17 лет проходить предварительную регистрацию для голосования. Он был соавтором проекта закона Эммета Тилла против линчевания. Он поддержал национальную легализацию конопли. Он поддерживает всеобщую проверку биографических данных и считает, что вторая поправка имеет ограничения.

### Изменение климата
Негьюз назвал изменение климата «экзистенциальной угрозой». Он внёс законопроект о расширении Гражданского корпуса охраны природы, чтобы сосредоточиться на управлении лесами и смягчении последствий лесных пожаров. Он выступал против выхода США из Парижского соглашения. Он поддерживает «Новый зелёный курс». Он поддерживает усилия по повышению топливной эффективности и федеральные стимулы для использования возобновляемых источников энергии. Он поддерживает защиту дикой природы, находящейся под угрозой исчезновения, в том числе спонсирует законопроекты в поддержку защиты дикой природы на реке Саут-Платт. Он также хочет увеличить площадь Национального леса Арапахо.

### Экономика
Негьюз выступал против закона о снижении налогов и создании рабочих мест. Он выступает против увеличения военных расходов.

### Здравоохранение
Негьюз поддерживает Медикэр для всех и всеобщее медицинское обслуживание. Он также поддерживает обязательное страхование ранее существовавших положений и выступает против отмены закона о доступном медицинском обслуживании. Он поддерживает национальное расширение тестирования на COVID-19 и проголосовал за стимулирующее финансирование, связанное с пандемией. Он выступил против решения администрации Трампа покинуть Всемирную организацию здравоохранения во время пандемии.

### Право голоса
Негьюз поддерживает общенациональное голосование по почте. Он также обеспечивает поддержку закона об избирательных правах. В 2020 году внёс законопроект о создании памятника суфражисткам и 19-й поправке Конституции США в Вашингтоне. В настоящий момент законопроект находится на рассмотрении Сената.

### Иммиграция и уголовное правосудие
Негьюз поддерживает иммиграционную реформу, программу получения гражданства для нелегальных иммигрантов в США, Закон о развитии, облегчении и образовании несовершеннолетних иностранцев, реформу полиции. Решительно боролся против визовых ограничений для иммигрантов из Кыргызстана, Мьянмы, Эритреи, Нигерии, Судана и Танзании, введённых администрацией Трампа в 2020 году